# Championnat de Belgique de football 1985-1986
Navigation
Saison précédente Saison suivante
Le championnat de Belgique de football 1985-1986 est la 83e saison du championnat de première division belge. Le championnat oppose 18 équipes en matches aller-retour.
Deux équipes dominent le championnat tout au long de la saison, le R. SC Anderlechtois, champion en titre, et le FC Bruges. Après les 34 journées de compétition, les deux clubs sont à égalité parfaite de points et de victoires. Pour la première fois depuis la saison 1928-1929, un match de barrage doit être organisé pour désigner le champion de Belgique. Joué en aller-retour, les deux manches se soldent par des partages, un but partout à Anderlecht et deux buts partout à Bruges. Grâce à la règle des buts marqués à l'extérieur, le Sporting bruxellois décroche son deuxième titre consécutif, les brugeois devant se consoler avec la Coupe, remportée entre les deux manches de ce test-match.
En bas de tableau, la lutte est âpre entre le KV Courtrai, le RFC Sérésien, le Lierse et Waterschei pour éviter les deux sièges basculants. Le sort des deux derniers cités est scellé lors de l'avant-dernière journée, où ils s'inclinent de concert, alors que leurs rivaux engrangent les points nécessaires à leur sauvetage. Les lierrois chutent en Division 2 après 33 saisons consécutives parmi l'élite. Pour Waterschei, c'est une relégation définitive, le club disparaîtra deux ans plus tard dans une fusion avec son voisin et rival du KFC Winterslag.

## Clubs participants
Dix-huit clubs prennent part à ce championnat, soit autant que lors de l'édition précédente. Ceux dont le matricule est indiqué en gras existent toujours aujourd'hui.
| #  | Nom                                                  | Mat. | Ville                | Stades                       | Entraîneur        | En D1 depuis (série) | Total en D1 | Saison précédente |
| -- | ---------------------------------------------------- | ---- | -------------------- | ---------------------------- | ----------------- | -------------------- | ----------- | ----------------- |
| 1  | Royal Sporting Club Anderlechtois                    | 35   | Anderlecht           | Stade Émile Versé            | Paul Van Himst    | 1935-1936 (49e)      | 55e         | 1er               |
| 2  | Royal Antwerp Football Club                          | 1    | Deurne               | Bosuilstadion                | Arie Haan         | 1970-1971 (16e)      | 80e         | 7e                |
| 3  | Koninklijke Beerschot Voetbal en Atletiek Vereniging | 13   | Anvers               | Kiel                         | Aad Koudijzer     | 1982-1983 (4e)       | 75e         | 16e               |
| 4  | Koninklijke Sportkring Beveren                       | 2300 | Beveren              | Freethielstadion             | Rik Pauwels       | 1973-1974 (13e)      | 27e         | 5e                |
| 5  | Koninklijke Cercle Brugge Sportvereniging            | 12   | Bruges               | Olympiastadion               | Georges Leekens   | 1979-1980 (7e)       | 58e         | 11e               |
| 6  | Club Brugge Koninklijke Voetbalvereniging            | 3    | Bruges               | Olympiastadion               | Henk Houwaart     | 1959-1960 (27e)      | 64e         | 2e                |
| 7  | Royal Charleroi Sporting Club                        | 22   | Charleroi            | Stade du Mambourg            | André Colasse     | 1985-1986 (1re)      | 22e         | Division 2 : 4e   |
| 8  | Koninklijke Atletieke Associatie Gent                | 7    | Gand                 | Jules Ottenstadion           | Han Grijzenhout   | 1980-1981 (6e)       | 48e         | 6e                |
| 9  | Koninklijke Voetbalclub Kortrijk                     | 19   | Courtrai             | Guldensporenstadion          | Dimitri Davidović | 1980-1981 (6e)       | 14e         | 13e               |
| 10 | Royal Football Club Liégeois                         | 4    | Rocourt              | Stade Vélodrome Oscar Flesch | Robert Waseige    | 1945-1946 (41e)      | 57e         | 3e                |
| 11 | Royal Standard de Liège                              | 16   | Sclessin             | Stade de Sclessin            | Michel Pavic      | 1921-1922 (62e)      | 67e         | 8e                |
| 12 | Koninklijke Lierse Sportkring                        | 30   | Lierre               | Herman Vanderpoortenstadion  | Johan Boskamp     | 1953-1954 (33e)      | 51e         | 15e               |
| 13 | Koninklijke Sporting Club Lokeren                    | 282  | Lokeren              | Daknamstadion                | Aimé Anthuenis    | 1974-1975 (12e)      | 12e         | 10e               |
| 14 | Koninklijke Voetbalclub Mechelen                     | 25   | Malines              | Achter de Kazerne            | Ernst Künnecke    | 1983-1984 (3e)       | 43e         | 12e               |
| 15 | Racing White Daring de Molenbeek                     | 47   | Molenbeek-Saint-Jean | Stade Edmond Machtens        | Philippe Garot    | 1985-1986 (1re)      | 31e         | Division 2 : 1er  |
| 16 | Royal Football Club Sérésien                         | 17   | Seraing              | Stade du Pairay              | René Taelman      | 1982-1983 (4e)       | 4e          | 14e               |
| 17 | Koninklijke Sportvereniging Waregem                  | 4451 | Waregem              | Regenboogstadion             | Urbain Haesaert   | 1973-1974 (13e)      | 18e         | 4e                |
| 18 | Koninklijke Waterschei Sportvereniging THOR Genk     | 553  | Genk                 | Stade André Dumont           | Jos Deraeve       | 1978-1979 (8e)       | 15e         | 9e                |

### Localisation des clubs
| R. Antwerp FC Beerschot Lierse SK KV Mechelen KSK Beveren FC Brugeois CS Brugeois KV Kortrijk RWD Molenbeek RSC Anderlecht KSC Lokeren AA Gent Waterschei SV Waregem Sporting Charleroi Liège |

#### Localisation des clubs liégeois
Les 3 cercles liégeois sont :
(1) R. FC Liégeois
(8) Standard CL
(9) R. FC Sérésien

## Résultats et classements

### Résultats des rencontres
Avec dix-huit clubs engagés, 306 matches sont au programme de la saison.
| Résultats (▼dom., ►ext.)                                   | AND | ANT | BEE | BEV | CSB | FCB | CHA | GEN | KOR | FCL | LIE | LOK | MAL | RWD | SER | STA | WAR | WAT |
| R. SC Anderlechtois                                        |     | 4-1 | 1-1 | 1-0 | 2-3 | 0-0 | 5-0 | 4-0 | 2-1 | 4-1 | 3-0 | 3-2 | 3-1 | 7-0 | 2-0 | 1-0 | 3-1 | 4-1 |
| R. Antwerp FC                                              | 0-0 |     | 2-2 | 4-2 | 2-1 | 1-1 | 0-0 | 4-1 | 1-0 | 1-0 | 2-0 | 1-1 | 1-1 | 1-0 | 3-1 | 2-2 | 0-4 | 2-0 |
| K. Beerschot VAV                                           | 2-0 | 0-0 |     | 3-1 | 0-1 | 0-2 | 2-0 | 1-1 | 1-0 | 0-0 | 4-1 | 3-0 | 0-0 | 1-1 | 2-0 | 4-3 | 2-1 | 3-1 |
| K. SK Beveren                                              | 1-1 | 1-1 | 3-0 |     | 2-1 | 1-1 | 2-0 | 0-3 | 1-1 | 2-0 | 2-0 | 2-2 | 2-0 | 4-1 | 0-0 | 3-1 | 2-1 | 1-1 |
| K. Cercle Brugge SV                                        | 1-1 | 0-1 | 3-2 | 1-0 |     | 0-1 | 1-1 | 0-3 | 4-1 | 1-1 | 4-1 | 1-1 | 1-1 | 2-1 | 1-1 | 2-2 | 7-2 | 4-2 |
| Club Brugge KV                                             | 3-3 | 2-0 | 4-0 | 6-3 | 3-1 |     | 0-0 | 1-1 | 3-1 | 3-1 | 3-2 | 5-0 | 2-2 | 4-1 | 2-1 | 2-3 | 3-0 | 3-0 |
| R. Charleroi SC                                            | 2-6 | 4-1 | 0-1 | 0-4 | 0-1 | 1-2 |     | 2-3 | 2-1 | 2-1 | 1-1 | 4-2 | 2-0 | 2-2 | 1-2 | 2-1 | 0-1 | 1-0 |
| K. AA Gent                                                 | 2-3 | 1-0 | 0-0 | 0-0 | 1-1 | 2-1 | 3-1 |     | 3-0 | 0-0 | 3-0 | 2-1 | 0-2 | 4-0 | 0-0 | 1-4 | 3-1 | 2-0 |
| KV Kortrijk                                                | 2-2 | 2-2 | 4-1 | 0-2 | 0-3 | 0-1 | 1-0 | 4-0 |     | 0-1 | 4-0 | 2-2 | 2-2 | 2-3 | 1-1 | 2-1 | 2-1 | 3-1 |
| R. FC Liégeois                                             | 0-0 | 2-3 | 3-0 | 3-1 | 0-0 | 2-3 | 3-1 | 1-0 | 2-0 |     | 5-2 | 3-2 | 0-0 | 1-0 | 1-0 | 0-0 | 1-0 | 4-1 |
| K. Lierse SK                                               | 0-5 | 0-0 | 1-1 | 1-1 | 1-0 | 3-6 | 0-3 | 0-3 | 0-1 | 3-1 |     | 5-0 | 0-0 | 1-3 | 1-1 | 1-1 | 0-0 | 2-1 |
| K. SC Lokeren                                              | 3-5 | 2-0 | 2-2 | 0-1 | 2-1 | 0-2 | 0-1 | 1-3 | 2-0 | 0-1 | 4-1 |     | 2-1 | 1-1 | 1-1 | 1-4 | 0-3 | 3-0 |
| KV Malines                                                 | 1-3 | 0-0 | 1-1 | 0-2 | 2-2 | 0-5 | 4-2 | 2-2 | 3-1 | 1-0 | 1-1 | 0-0 |     | 3-2 | 1-0 | 0-0 | 2-0 | 2-2 |
| RWD Molenbeek                                              | 1-3 | 2-1 | 1-1 | 2-1 | 2-4 | 1-0 | 4-2 | 0-1 | 0-0 | 1-4 | 0-1 | 1-2 | 3-1 |     | 2-0 | 0-0 | 0-0 | 0-0 |
| R. FC Sérésien                                             | 2-1 | 0-0 | 0-0 | 0-2 | 1-0 | 1-2 | 0-1 | 1-1 | 2-0 | 0-1 | 2-2 | 1-2 | 2-1 | 0-1 |     | 0-0 | 1-1 | 0-0 |
| R. Standard de Liège                                       | 1-0 | 2-0 | 0-1 | 0-1 | 2-1 | 3-1 | 8-0 | 0-0 | 0-0 | 4-0 | 2-1 | 2-2 | 0-0 | 2-0 | 3-0 |     | 1-1 | 1-0 |
| K. SV Waregem                                              | 0-1 | 3-0 | 5-1 | 1-0 | 3-1 | 0-0 | 0-2 | 3-2 | 1-1 | 0-0 | 1-0 | 3-0 | 3-0 | 1-0 | 3-1 | 0-1 |     | 5-0 |
| K. Waterschei SV THOR Genk                                 | 0-1 | 2-1 | 2-1 | 1-1 | 2-1 | 0-1 | 1-1 | 0-0 | 2-1 | 0-0 | 1-0 | 1-4 | 0-0 | 0-0 | 0-1 | 1-3 | 1-0 |     |
| - Victoire à domicile - Match nul - Victoire à l'extérieur |     |     |     |     |     |     |     |     |     |     |     |     |     |     |     |     |     |     |

### Classement final
| Rang | Équipe                     | Pts | J  | G  | N  | P  | Bp | Bc | Diff |
| ---- | -------------------------- | --- | -- | -- | -- | -- | -- | -- | ---- |
| 1    | R. SC Anderlechtois T S    | 52  | 34 | 22 | 8  | 4  | 84 | 33 | +51  |
| 2    | Club Brugge KV C           | 52  | 34 | 22 | 8  | 4  | 78 | 34 | +44  |
| 3    | R. Standard de Liège       | 42  | 34 | 15 | 12 | 7  | 57 | 29 | +28  |
| 4    | K. AA Gent                 | 41  | 34 | 15 | 11 | 8  | 51 | 38 | +13  |
| 5    | K. SK Beveren              | 40  | 34 | 15 | 10 | 9  | 51 | 37 | +14  |
| 6    | R. FC Liégeois L           | 39  | 34 | 15 | 9  | 10 | 43 | 35 | +8   |
| 7    | K. Beerschot VAV           | 37  | 34 | 12 | 13 | 9  | 43 | 44 | -1   |
| 8    | K. SV Waregem              | 35  | 34 | 14 | 7  | 13 | 49 | 38 | +11  |
| 9    | R. Antwerp FC              | 35  | 34 | 11 | 13 | 10 | 38 | 43 | -5   |
| 10   | K. Cercle Brugge SV        | 34  | 34 | 12 | 10 | 12 | 55 | 47 | +8   |
| 11   | KV Mechelen                | 31  | 34 | 7  | 17 | 10 | 35 | 46 | -11  |
| 12   | R. Charleroi SC            | 28  | 34 | 11 | 6  | 17 | 41 | 63 | -22  |
| 13   | RWD Molenbeek              | 27  | 34 | 9  | 9  | 16 | 36 | 57 | -21  |
| 14   | K. SC Lokeren              | 26  | 34 | 9  | 8  | 17 | 45 | 68 | -23  |
| 15   | KV Kortrijk                | 25  | 34 | 8  | 17 | 9  | 40 | 52 | -12  |
| 16   | R. FC Sérésien             | 25  | 34 | 6  | 13 | 15 | 23 | 39 | -16  |
| 17   | K. Waterschei SV THOR Genk | 22  | 34 | 6  | 10 | 18 | 23 | 56 | -33  |
| 18   | K. Lierse SK               | 21  | 34 | 5  | 11 | 18 | 34 | 67 | -33  |

Légende
- Champion de Belgique 1986 et qualifié pour la « Coupe des clubs champions » la saison suivante
- Club disputant le match de barrage pour l'attribution du titre de champion de Belgique
- Club qualifié pour la « Coupe des vainqueurs de coupe » la saison suivante
- Club qualifié pour la « Coupe UEFA » la saison suivante
- Club relégué pour la saison suivante

Abréviations
T : Tenant du titre 1985

C : Vainqueur de la Coupe de Belgique 1985-1986

L : Vainqueur de la Coupe de la Ligue 1985-1986

S : Vainqueur de la Supercoupe de Belgique 1985

 : club promu de « Division 2 » depuis la saison précédente

### Test-match pour l'attribution du titre
Un test-match est organisé pour départager les deux premiers et désigner le champion de Belgique 1986. Il se dispute en aller-retour les 30 avril et 6 mai 1986, soit trois jours avant et trois jours après la finale de la Coupe de Belgique, dans laquelle le Club Brugeois est également engagé. Les deux manches se soldent sur un match nul mais Anderlecht est sacré champion pour avoir inscrit plus de buts en déplacement
| Date                               | Match                                | Résultat |
| ---------------------------------- | ------------------------------------ | -------- |
| 30 avril 1986                      | R. SC Anderlechtois - Club Brugge KV | 1-1      |
| 6 mai 1986                         | Club Brugge KV - R. SC Anderlechtois | 2-2      |
| R. SC ANDERLECHTOIS champion       |                                      |          |
| Club Brugge KV qualifié pour la C2 |                                      |          |

### Meilleur buteur
Erwin Vandenbergh (R. SC Anderlechtois) avec 27 goals. Il est le premier joueur à décrocher cette récompense à cinq reprises.

#### Classement des buteurs
Le tableau ci-dessous reprend les 19 meilleurs buteurs du championnat, soit les joueurs ayant inscrit dix buts ou plus durant la saison.
| #   | Pays | Joueur                  | Club                 | Buts | Matches joués |
| --- | ---- | ----------------------- | -------------------- | ---- | ------------- |
| 1.  |      | Erwin Vandenbergh       | R. SC Anderlechtois  | 27   | 29            |
| 2.  |      | Didier Beugnies         | R. Charleroi SC      | 22   | 31            |
| 3.  |      | Jean-Pierre Papin       | Club Brugge KV       | 20   | 31            |
| 4.  |      | Danny Veyt              | K. SV Waregem        | 17   | 34            |
| 5.  |      | Marc Degryse            | Club Brugge KV       | 16   | 31            |
| =.  |      | Alexandre Czerniatynski | R. Standard de Liège | 16   | 34            |
| 7.  |      | Jan Ceulemans           | Club Brugge KV       | 13   | 31            |
| =.  |      | Harry Cnops             | R. Antwerp FC        | 13   | 34            |
| 9.  |      | Luvila Mutombo          | K. SV Waregem        | 12   | 31            |
| =.  |      | Eddie Krnčević          | K. Cercle Brugge SV  | 12   | 32            |
| 11. |      | Dirk Goossens           | K. Beerschot VAV     | 11   | 31            |
| =.  |      | Carl Cornelissen        | K. Cercle Brugge SV  | 11   | 32            |
| =.  |      | Berto Bosch             | K. Lierse SK         | 11   | 33            |
| =.  |      | Dimitri Mbuyu           | K. SC Lokeren        | 11   | 34            |
| 15. |      | Bernard Verheecke       | K. AA Gent           | 10   | 23            |
| =.  |      | Salvino Marinelli       | K. SK Beveren        | 10   | 27            |
| =.  |      | Angelo Nijskens         | K. SC Lokeren        | 10   | 27            |
| =.  |      | Kari Ukkonen            | K. Cercle Brugge SV  | 10   | 31            |
| =.  |      | Willy Geurts            | R. FC Liégeois       | 10   | 32            |

## Récapitulatif de la saison
- Champion : R. SC Anderlechtois (19e titre)
- Première équipe à remporter 19 titres de champion de Belgique
- 41e titre pour la province de Brabant.

| Région flamande (12)            | Région flamande (12) | Province de Brabant (2)      | Province de Brabant (2) | Région wallonne (4)    | Région wallonne (4) |
| ------------------------------- | -------------------- | ---------------------------- | ----------------------- | ---------------------- | ------------------- |
| Province d'Anvers               | 4                    | Région de Bruxelles-Capitale | 2                       | Province de Hainaut    | 1                   |
| Province de Flandre-Occidentale | 4                    | Province du Brabant flamand  | 0                       | Province de Liège      | 3                   |
| Province de Flandre-Orientale   | 3                    | Province du Brabant wallon   | 0                       | Province de Luxembourg | 0                   |
| Province de Limbourg            | 1                    |                              |                         | Province de Namur      | 0                   |

1. ↑  Au niveau footballistique, la province de Brabant est toujours unitaire malgré sa partition territoriale en 1995.

### Admission et relégation
Le Lierse et Waterschei terminent aux deux dernières places et sont relégués en Division 2. Ils sont remplacés par Berchem Sport, champion de deuxième division, et le Racing Jet de Bruxelles, vainqueur du tour final.

### Bilan de la saison
| Championnat de Belgique de football 1985-1986 |                                           |
| Champion                                      | R. SC Anderlechtois (19e titre)           |
| Dauphin                                       | Club Brugge KV                            |
| Coupes et trophées                            |                                           |
| Vainqueur de la Coupe de Belgique 1985-1986   | Club Brugge KV                            |
| Vainqueur de la Supercoupe de Belgique 1985   | R. SC Anderlechtois                       |
| Vainqueur de la Coupe de la Ligue 1985-1986   | R. FC Liégeois                            |
| Qualifications continentales                  |                                           |
| Coupe des clubs champions européens 1986-1987 | R. SC Anderlechtois (Seizièmes de finale) |
| Coupe des vainqueurs de coupe 1986-1987       | Club Brugge KV (Seizièmes de finale)      |
| Coupe UEFA 1986-1987                          | R. Standard de Liège (Premier tour)       |
| Coupe UEFA 1986-1987                          | K. AA Gent (Premier tour)                 |
| Coupe UEFA 1986-1987                          | K. SK Beveren (Premier tour)              |
| Promotions et relégations                     |                                           |
| Promus en Division 1                          | K. Berchem Sport                          |
| Promus en Division 1                          | Racing Jet Bruxelles                      |
| Relégués en Division 2                        | K. Lierse SK                              |
| Relégués en Division 2                        | K. Waterschei SV THOR Genk                |